# Neua

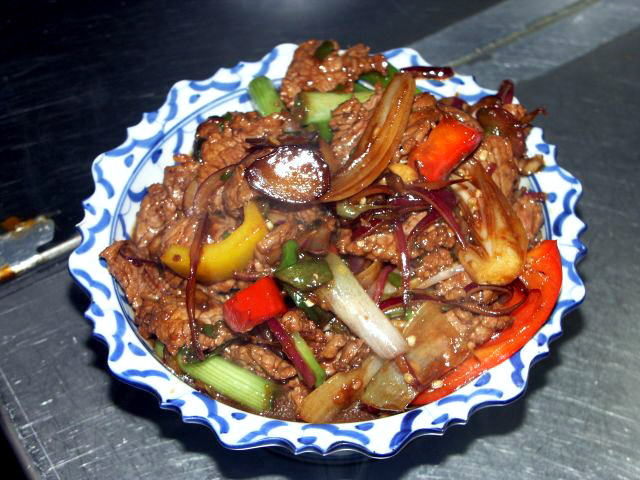
Nuea pad prik servido en un plato (filetes con chiles).

Nuea (en escritura tailandesa: เนื้อ) es un plato típico de carne en la cocina tailandesa, la palabra Nuea significa en tailandés: "carne" o más precisamente "ternera". Es entonces la denominación de un plato genérico de la cocina tailandesa que contiene carne, la denominación Nuea se emplea en algunos de ellos como por ejemplo: Nuea daed deaw (carne de ternera secada al sol), Nuea pad prik (filetes con chiles), Kuaitiao nuea (sopa de carne con fideos), y Yum Nuea (ensalda de carne).